# IJF World Tour 2011
Il IJF World Tour 2011 è la terza edizione del circuito dell'International Judo Federation, composto da una serie di tornei internazionali di judo.

È iniziato il 15 gennaio e si è concluso il 18 dicembre, è composto da 11 tappe in 9 stati diversi situati  in Europa, Asia e America del Sud. 
Durante questa edizione si sono volte le seguenti competizioni:
- 1 campionato del mondo
- 1 torneo World Master
- 4 Grand Slam
- 5 Grand Prix

## I tornei
| Nº | Torneo                    | Sede                           | Data             | Resoconto | Rif.   |
| -- | ------------------------- | ------------------------------ | ---------------- | --------- | ------ |
| 1  | World Masters             | Azerbaigian, Baku              | 15 - 16 gennaio  | resoconto | [ 1 ]  |
| 2  | Paris Grand Slam          | Francia, Parigi                | 05 - 06 febbraio | resoconto | [ 2 ]  |
| 3  | Düsseldorf Grand Prix     | Germania, Dusseldorf           | 19 - 20 febbraio | resoconto | [ 3 ]  |
| 4  | Baku Grand Prix           | Azerbaigian, Baku              | 06 - 08 marzo    | resoconto | [ 4 ]  |
| 5  | Moscow Grand Slam         | Russia, Mosca                  | 27 - 29 maggio   | resoconto | [ 5 ]  |
| 6  | Rio de Janeiro Grand Slam | Brasile, Rio de Janeiro        | 18 - 19 giugno   | resoconto | [ 6 ]  |
| 7  | World Championships       | Francia, Parigi                | 23 - 28 agosto   | resoconto | [ 7 ]  |
| 8  | Abu Dhabi Grand Prix      | Emirati Arabi Uniti, Abu Dhabi | 16 - 18 ottobre  | resoconto | [ 8 ]  |
| 9  | Amsterdam Grand Prix      | Paesi Bassi, Rotterdam         | 19 - 20 novembre | resoconto | [ 9 ]  |
| 10 | Tokyo Grand Slam          | Giappone, Tokyo                | 09 - 11 dicembre | resoconto | [ 10 ] |
| 11 | Qingdao Grand Prix        | Cina, Qingdao                  | 17 - 18 dicembre | resoconto | [ 11 ] |